# Rijecký tunel

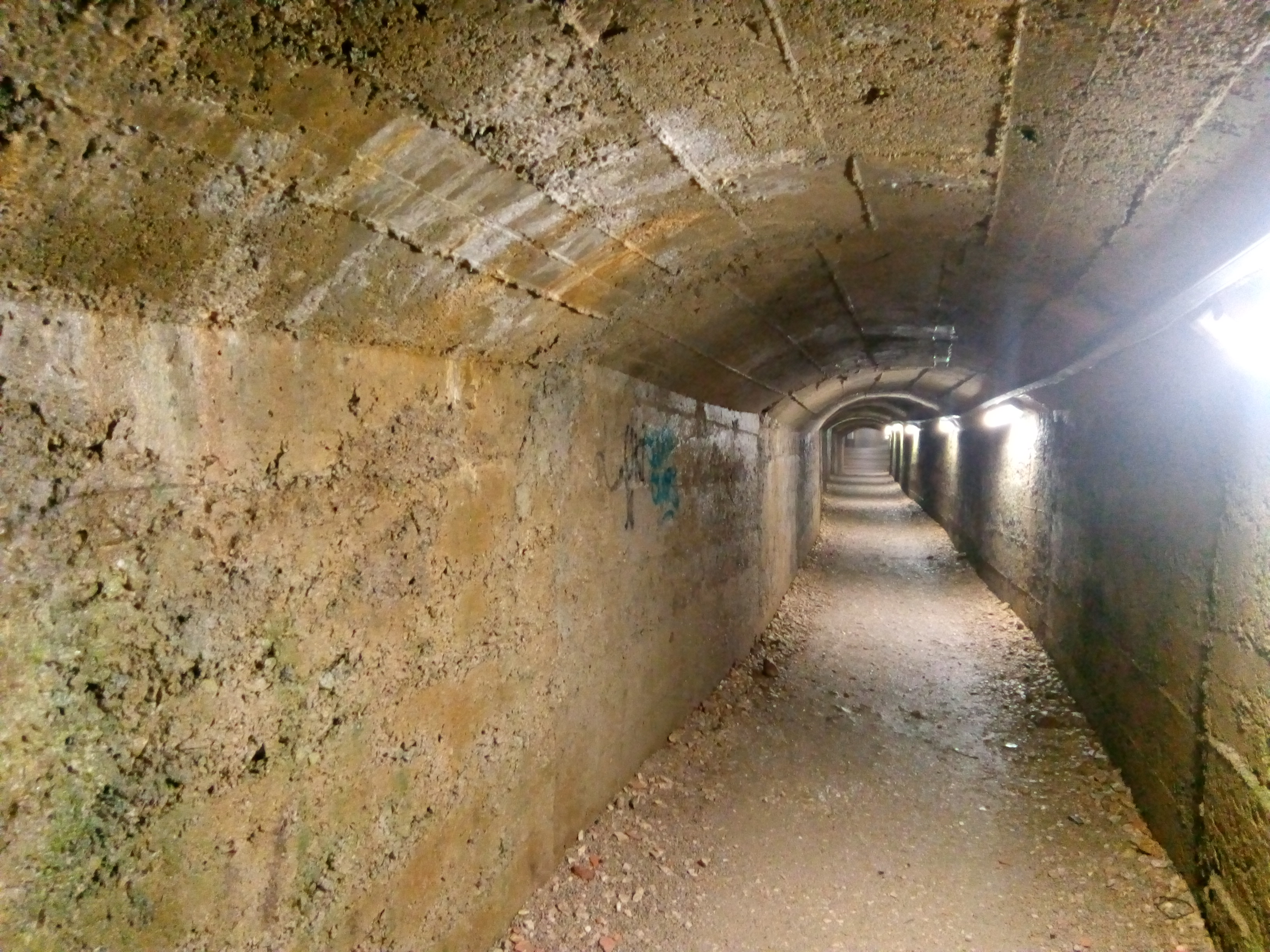
Chodba tunelu.

Rijecký tunel (chorvatsky Riječkit tunel) je tunel pro pěší, který se nachází v centru chorvatského města Rijeka. Je dlouhý 330 metrů a vede od katedrály svatého Víta k Základní škole Dolac na Starém městě. Postaven byl v letech 1939 až 1942 pro italskou armádu jako kryt pro civilní obyvatelstvo před nálety spojeneckých letadel (Rijeka byla v meziválečném období součástí Itálie). Na některých místech se do současnosti dochovaly nápisy Riservato all U.N.P.A. (vyhrazeno pro protileteckou obranu). Využití našel hlavně v závěrečných fázích války, kdy bylo spojenecké bombardování stále častější. Tunel byl uzavřen 75 let a dán znovu do užívání v roce 2017 jako veřejný prostor a turistická atrakce. Vstup je zdarma a otevřen je jen během dne. Není vyasfaltován, povrch tvoří pouze písek.